# Distrito de Uda
El distrito de Uda (宇陀郡 Uda-gun?) es un distrito localizado en la prefectura de Nara, Japón. En julio de 2019 tenía una población estimada de 2.940 habitantes y una densidad de población de 23,1 personas por km². Su área total es de 127,34 km².

## Localidades
- Mitsue
- Soni